# Нитрид бериллия
Нитрид бериллия — химическое соединение с формулой Be3N2. Представляет собой желтый или желтовато-белый кристаллический порошок, разлагающийся во влажном воздухе.

## Получение и свойства
Нитрид бериллия состоит из двух полиморфных форм: 
- α-Be3N2 (кубическая сингония, класс симметрии 3m, пространственная группа Ia3(Th7, структурный тип антифлюорита);
- β-Be3N2 (гексагональная сингония, класс симметрии 6/mmmm, пространственная группа P63/mmc(D6h4), собственный структурный тип).

Нитрид бериллия получают нагреванием порошка металлического бериллия с азотом в бескислородной атмосфере при температуре от 700 до 1400°C:

{\displaystyle {\mathsf {3Be+N_{2}\longrightarrow Be_{3}N_{2}}}}

При этом образуются разнообразные побочные продукты, в том числе азид бериллия и BeN6.

## Химические свойства
Нитрид бериллия реагирует с минеральными кислотами с образованием соответствующих солей:

{\displaystyle {\mathsf {Be_{3}N_{2}+8HCl\longrightarrow 3BeCl_{2}+2NH_{4}Cl}}}

В растворах щелочей нитрид бериллия энергично растворяется с выделением аммиака и образованием гидроксобериллатов:
{\displaystyle {\mathsf {Be_{3}N_{2}+6NaOH+6H_{2}O\longrightarrow 3Na_{2}[Be(OH)_{4}]+2NH_{3}}}}

С холодной водой реагирует медленно, в горячей - быстро гидролизируется с образованием гидроксида бериллия и аммиака:

{\displaystyle {\mathsf {Be_{3}N_{2}+6H_{2}O\longrightarrow 3Be(OH)_{2}+2NH_{3}}}}

Нитрид бериллия окисляется на воздухе при нагревании до 600°С: 

{\displaystyle {\mathsf {2Be_{3}N_{2}+3O_{2}\longrightarrow 6BeO+2N_{2}}}}

Реагирует с нитридом кремния Si3N4 в токе аммиака при 1800-1900°С с образованием BeSiN2:

{\displaystyle {\mathsf {Be_{3}N_{2}+Si_{3}N_{4}\longrightarrow 3BeSiN_{2}}}}

Нитрид бериллия при нагревании  в вакууме способен разлагаться на металлический бериллий и газообразный азот:
{\displaystyle {\mathsf {Be_{3}N_{2}\longrightarrow 3Be+N_{2}}}}

## Применение
Нитрид бериллия используется в огнеупорной керамике, а также в ядерных реакторах и производстве радиоактивного углерода-14.